# Tygrysy na pokładzie
Tygrysy na pokładzie (ros. Полосатый рейс, Polosatij rejs) – radziecki film komediowy z 1960 w reżyserii Władimira Fietina.

## Opis fabuły
Rosyjski statek wiezie z dalekiej wyprawy dzikie zwierzęta przeznaczone do cyrku. Na pełnym morzu lwy i tygrysy, dzięki pomocy małpy, wydostają się ze swych klatek. Drapieżniki przejmują kontrolę nad statkiem i pasażerami. Sytuację może uratować tylko Marianna (Margarita Nazarowa), poskromicielka dzikich bestii.

## Obsada
- Aleksiej Gribow jako kapitan
- Iwan Dmitrjew jako starszy oficer
- Margarita Nazarowa jako Marianna
- Jewgienij Leonow jako Szulejkin
- Nikołaj Trofimow jako nawigator
- Aleksandr Susnin jako Sidorienko

i inni